# Óscar Montalbán Ramos
Óscar Montalbán Ramos, més conegut com a Rubio, és un futbolista espanyol. Va nàixer a Madrid, el 17 de maig de 1976, i juga en la posició de defensa.

## Trajectòria
Sorgeix al planter del Reial Madrid. A la campanya 98/99 hi debuta amb el primer equip en un encontre de Copa del Rei davant el València CF. Eixe any i el següent és convocat per jugar a primera divisió, però hi roman inèdit.
Abans d'iniciar la 99/00, fitxa pel Deportivo de La Corunya, però no hi compta per a l'equip de Javier Irureta, i només hi disputa un parell d'amistosos. És cedit al CP Mérida on no hi juga cap minut. A la segona meitat d'eixa companya és cedit al CD Toledo. Amb els manxecs és titular i juga 20 partits, tot i que el Toledo baixa a Segona B.
Sense lloc al Deportivo, a l'estiu del 2000 recala al Farense portuguès, i a l'any següent marxa al Livingston d'Escòcia, on és titular.
El 2005, hi retorna a la competició espanyola, primer per militar al Rayo Vallecano, a Segona B, i després al modest Pegaso de Tres Cantos, tot continuat en l'entitat quan es refunda com a Galáctico Pegaso.